# Amphidorini
Amphidorini (лат.) — триба жесткокрылых из семейства чернотелок. 7 родов и около 250 видов. 

## Описание
Жуки-чернотелки, которые отличаются от близких групп следующими признаками: кокситы яйцеклада не разделены на доли; эдеагальный тегмен с выступами; протрохантер без удлинённого основания.

## Систематика
7 родов и около 250 видов. В исследовании Kamiński et al. опубликованном в 2021 году, Amphidorini и шесть других триб (Blaptini, Dendarini, Opatrini, Pedinini, Platynotini, Platyscelidini) были исключены из подсемейства Tenebrioninae и выделены в восстановленное и реклассифицированное подсемейство Blaptinae. Эти трибы включают 281 родов и около 4000 видов, что составляет около 50 % Tenebrioninae. Эту новую классификацию поддержали Bouchard et al. в том же году. При этом трибы образуют две клады: (((Platynotini+Pedinini)+Dendarini)+Opatrini)+((Blaptini+Platyscelidini)+Amphidorini).
- Eleodes Eschscholtz, 1829 (Северная Америка и Неотропика)
- Eleodimorpha Blaisdell, 1909 (Северная Америка)
- Embaphion Say, 1824 (Северная Америка)
- Lariversius Blaisdell, 1947 (Северная Америка)
- Neobaphion Blaisdell, 1925 (Северная Америка)
- Nycterinus Eschscholtz, 1829 (Неотропика)
- Trogloderus Leconte, 1879 (Северная Америка)